# Gubacsi-Brücke
Die Gubacsi-Brücke (ungarisch: Gubacsi híd) ist eine Straßenbrücke in der ungarischen Hauptstadt Budapest.
Sie überquert die sogenannte Kleindonau (ungarisch: Kisduna), die linke Verzweigung der Donau im Süden Budapests und verbindet die Insel Csepel und den XX. Bezirk von Budapest miteinander.
Die Brücke ist im Jahre 1924 nach den Plänen von Béla Zsigmondy ursprünglich als Eisenbahnbrücke erbaut worden. Im Zweiten Weltkrieg wurde auch die Gubacsi-Brücke von der Arbeit der deutschen Sprengmeister nicht verschont. Die Stahlkonstruktion wurde bis 1947 wieder aufgebaut. Heute ist sie eine, unter anderem von mehreren Buslinien, rege benutzte Straßenverbindung.